# Bellagio

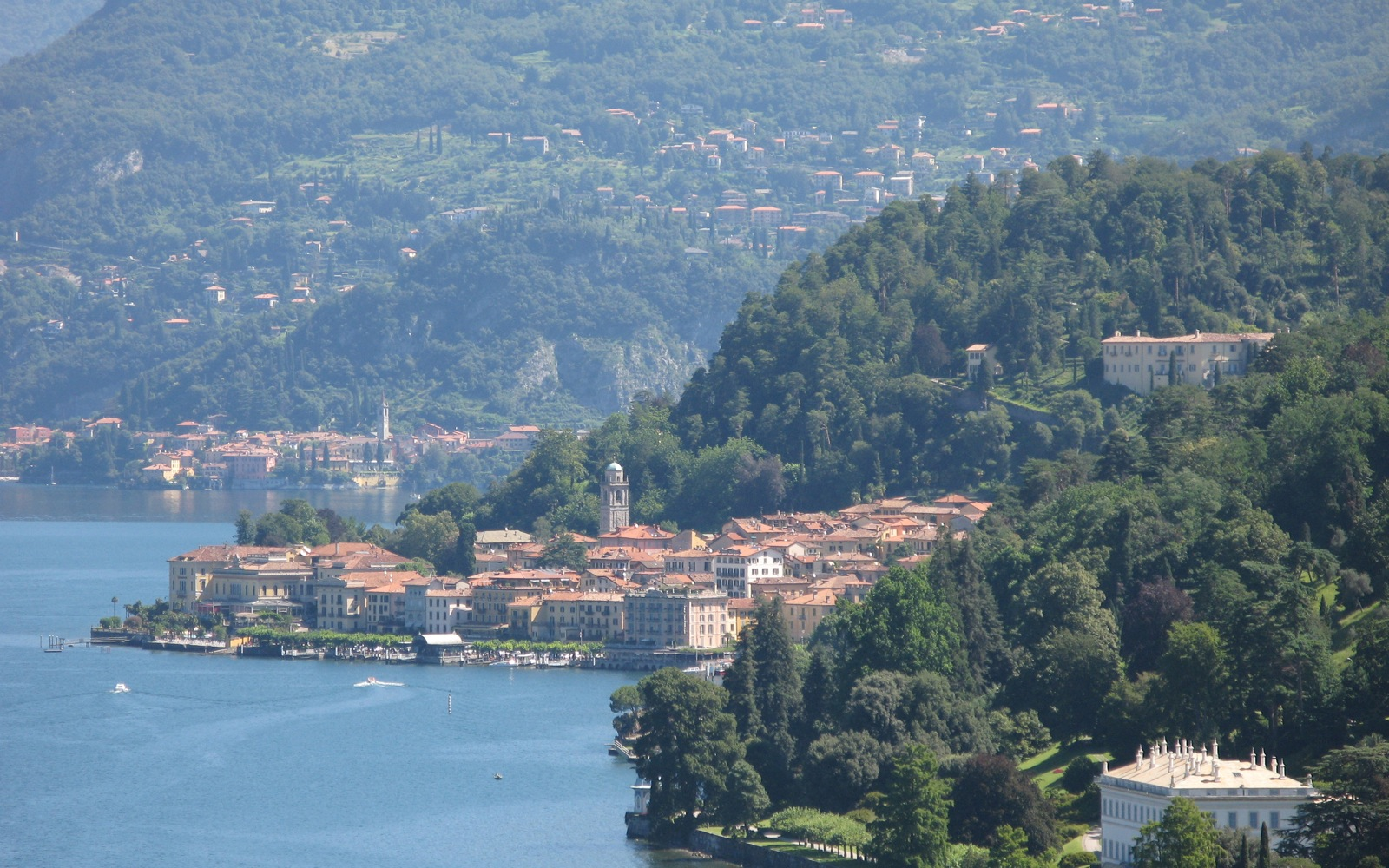

Bellagio es un municipio italiano de 2.945 habitantes situado en la provincia de Como, en la región de la Lombardía.
El municipio se encuentra ubicado sobre el lago de Como. Durante mucho tiempo ha sido famoso por su valor en la intersección de las tres ramas del lago en forma de Y invertida. Bellagio está situado en la punta de la península que separa los brazos del sur del lago, con los Alpes visibles a través del lago al norte.

## Historia
El 21 de enero de 2014 aumentó el territorio del municipio al integrarse en él el hasta entonces municipio vecino de Civenna.

## Evolución demográfica
| Gráfica de evolución demográfica de Bellagio entre 1861 y 2001 |
|                                                                |
| Fuente ISTAT - Elaboración gráfica por parte de Wikipedia      |

## Hermanamientos
Bellagio forma parte del Douzelage, el plan europeo de hermanamiento entre diversas ciudades de países integrantes de la Unión Europea:
- Altea, España
- Bad Kötzting, Alemania
- Bundoran, Irlanda
- Chojna, Polonia
- Granville, Francia
- Holstebro, Dinamarca
- Houffalize, Bélgica
- Judenburg, Austria
- Karkkila, Finlandia
- Kőszeg, Hungría
- Marsascala, Malta
- Mersen, Países Bajos
- Niederanven, Luxemburgo
- Oxelösund, Suecia
- Préveza, Grecia
- Prienai, Lituania
- Sesimbra, Portugal
- Sherborne, Reino Unido
- Sigulda, Letonia
- Siret, Rumanía
- Sušice, República Checa
- Türi, Estonia
- Zvolen, Eslovaquia